# Tärnen (Lerbäcks socken, Närke, 653063-146262)
Tärnen är en sjö i Askersunds kommun i Närke och ingår i Motala ströms huvudavrinningsområde. Sjöns area är 0,02 kvadratkilometer och den befinner sig 121 meter över havet.